# Baranivka (huyện)
Huyện Baranivka (tiếng Ukraina: Баранівський район, chuyển tự: Baranivkas'kyi raion) là một huyện của tỉnh Zhytomyr thuộc Ukraina. Huyện Baranivka có diện tích 1000 km², dân số theo điều tra dân số ngày 5 tháng 12 năm 2001 là 46001 người với mật độ 46 người/km2. Trung tâm huyện nằm ở Baranivka.